# 阿勒颇古城
阿勒颇古城（阿拉伯语：‎）是指叙利亚阿勒颇历史悠久的舊城區，在敘利亞內戰之前，這裡曾是東地中海地區和威尼斯商人的重要工業貿易中心，當前保持了12至16世纪的建築、教堂、清真寺、學校、墓地等史蹟。各个区根据居民的宗教和民族特征有其不同的特点。 
阿勒頗以其大宅、狹窄的小巷、集市和古老的商店為特色，於1986年由聯合國教科文組織指定為世界遺產，但在2012年的阿勒坡戰役中，該古城遭到政府持續不斷的轟炸，以及反政府的迫擊炮和槍彈對古城根基造成危害，當前已被列為瀕危世界遺產的名單。

## 簡介
阿勒颇位於敘利亞西北部的阿勒頗盆地中央，距大馬士革以北350公里，坐落在地中海和美索不達米亞之間以及底格里斯河和幼發拉底河之間的新月形沃地的北部，公元前2000年即有人定居在此，因此阿勒頗舊城和大馬士革是世界上建城歷史最長的城市之一，並歷經了阿卡德帝国、西臺帝國、新王國時期、新亚述帝国、羅馬帝國、拜占庭帝國、馬木路克蘇丹國等王朝的統治，是歷史上居住最密集、活動最頻繁的古城，構成了城市獨特的建築結構。目前包括城墙内外的区域，面积大约3.5平方公里，人口约12万

### 城牆
阿勒颇老城周围环绕着长5公里的城墙，开9座城门，當前僅有5个保存完好：
- 铁门（Bab al-Hadid）
- 聖地门（Bab al-Maqam）
- 秦納斯林门（Bab Qinnasrin）
- 安提阿门（Bab Antakeya）
- 胜利门（Bab al-Nasr）
- 红门（Bab al-Ahmar），已毁
- Nairab门（Bab al-Nairab），已毁
- 花园门（Bāb Jnēn），已毁
- 解救门（Bab al-Faraj），已毁

### 入選世界遗产
1986年4月，国际文化纪念物与历史场所委员会提名阿勒颇古城为世界文化遗产，认为其满足以下兩个获选条件而决定将其收入世界遗产名录，编号第21号：
1. 阿勒頗老城反映了其歷代王朝豐富多樣的文化。許多統治時期都對這座城市的建築結構產生了影響。如西臺、古希臘、羅馬、拜占庭和埃宥比的風格融入了城堡遺跡和各種建築中，包括在倭馬亞王朝時期建立的大清真寺、12世紀的伊斯蘭學校、阿勒頗基督教大教堂的遺跡，以及其他清真寺和宗教遺址，代表了此地曾為全人類最富有的城市之一，在社會、文化和經濟方面的反映。（文化遗产标准三）
2. 阿勒頗是埃宥比王朝城市的傑出典範，在薩拉丁成功對抗十字軍之後，的阿勒頗軍事防禦工事、帶有機械裝置的大門，以及構成阿拉伯統治高峰時期的主要軍事建築群，加強了城市的防禦。（文化遗产标准四）[3][4]。

## 圖冊

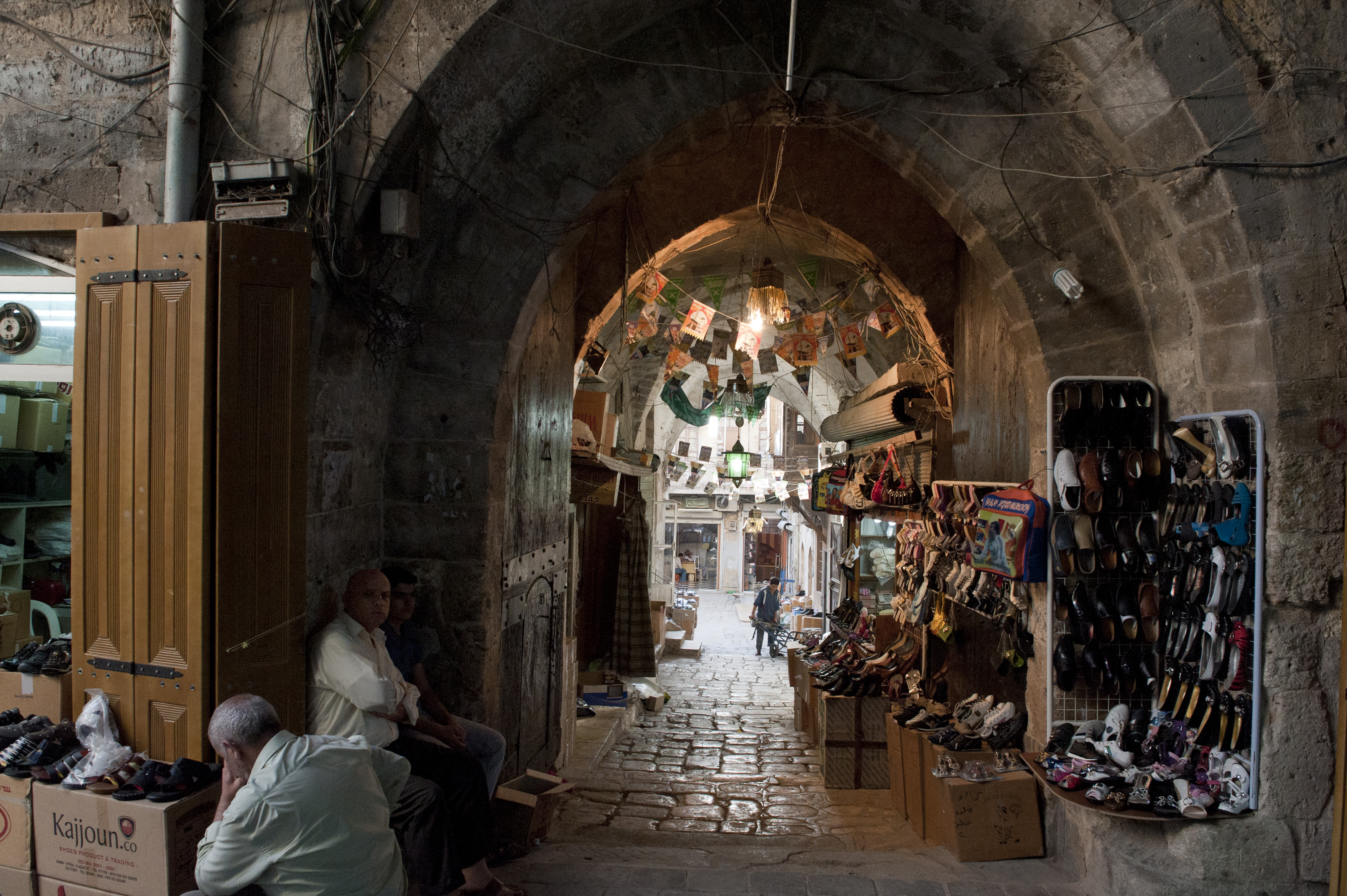
麥地那集市
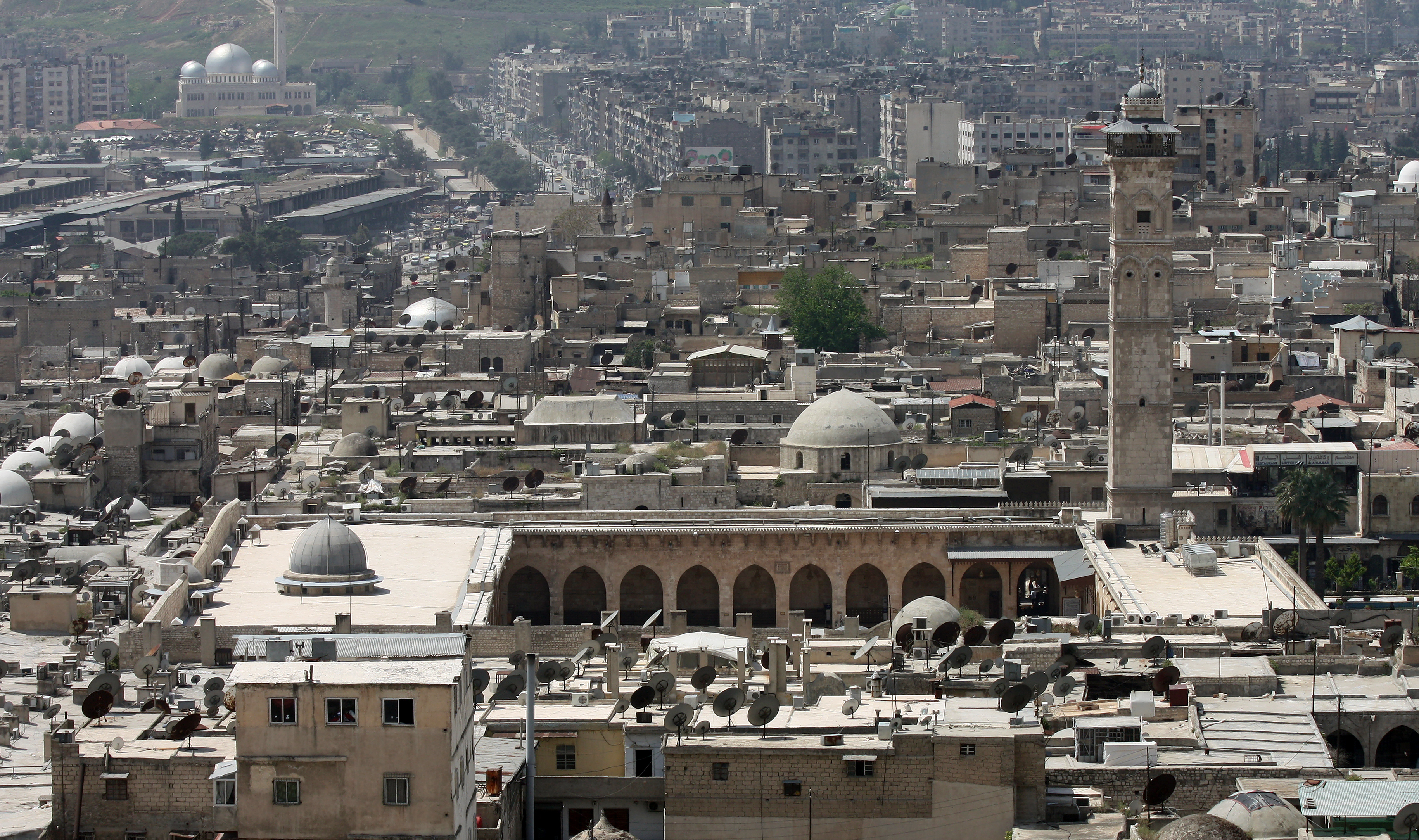
阿勒頗大清真寺（宣禮塔於2013年倒塌）
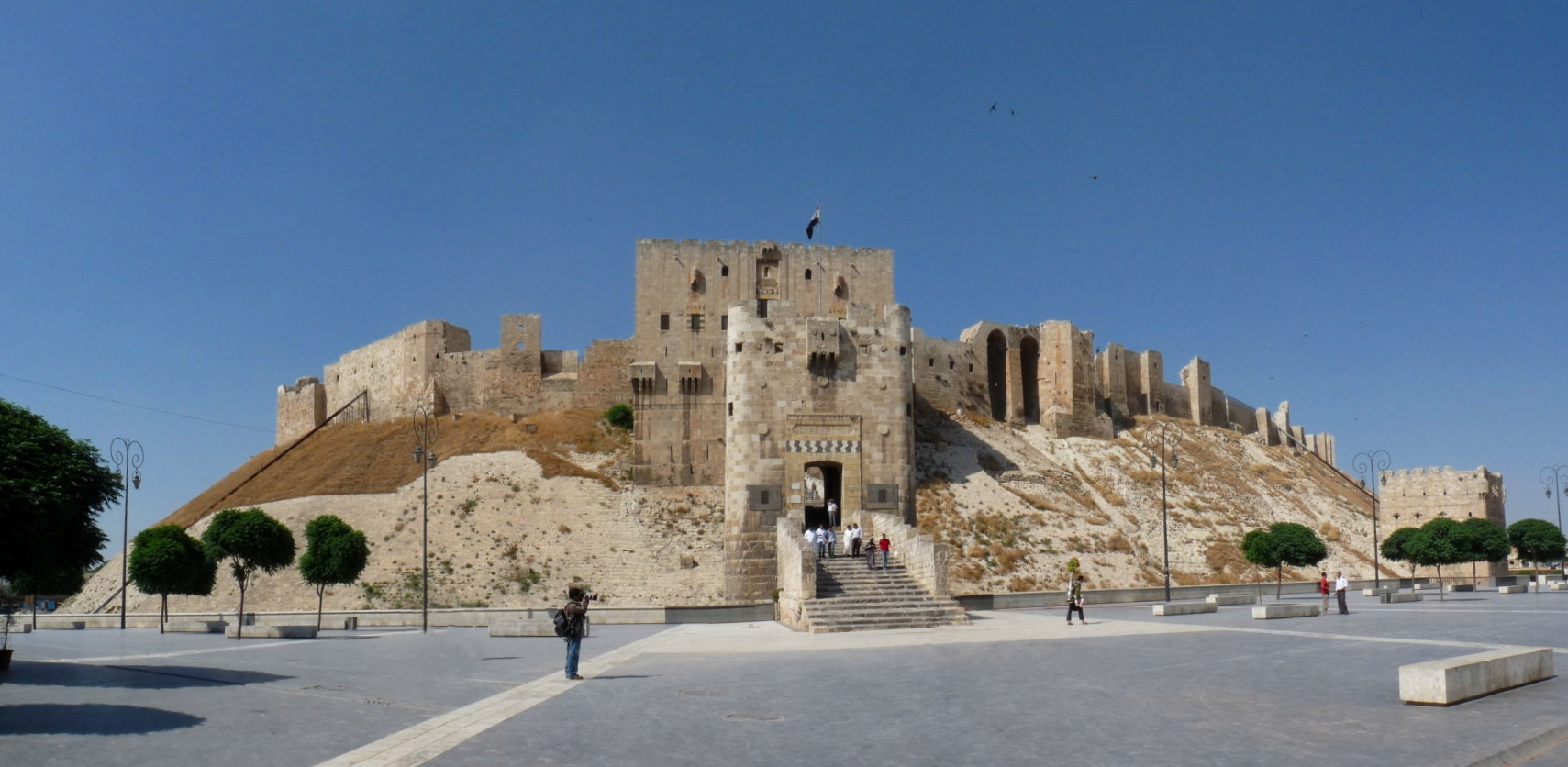
2010年的阿勒頗城堡，已於2017年開放參觀
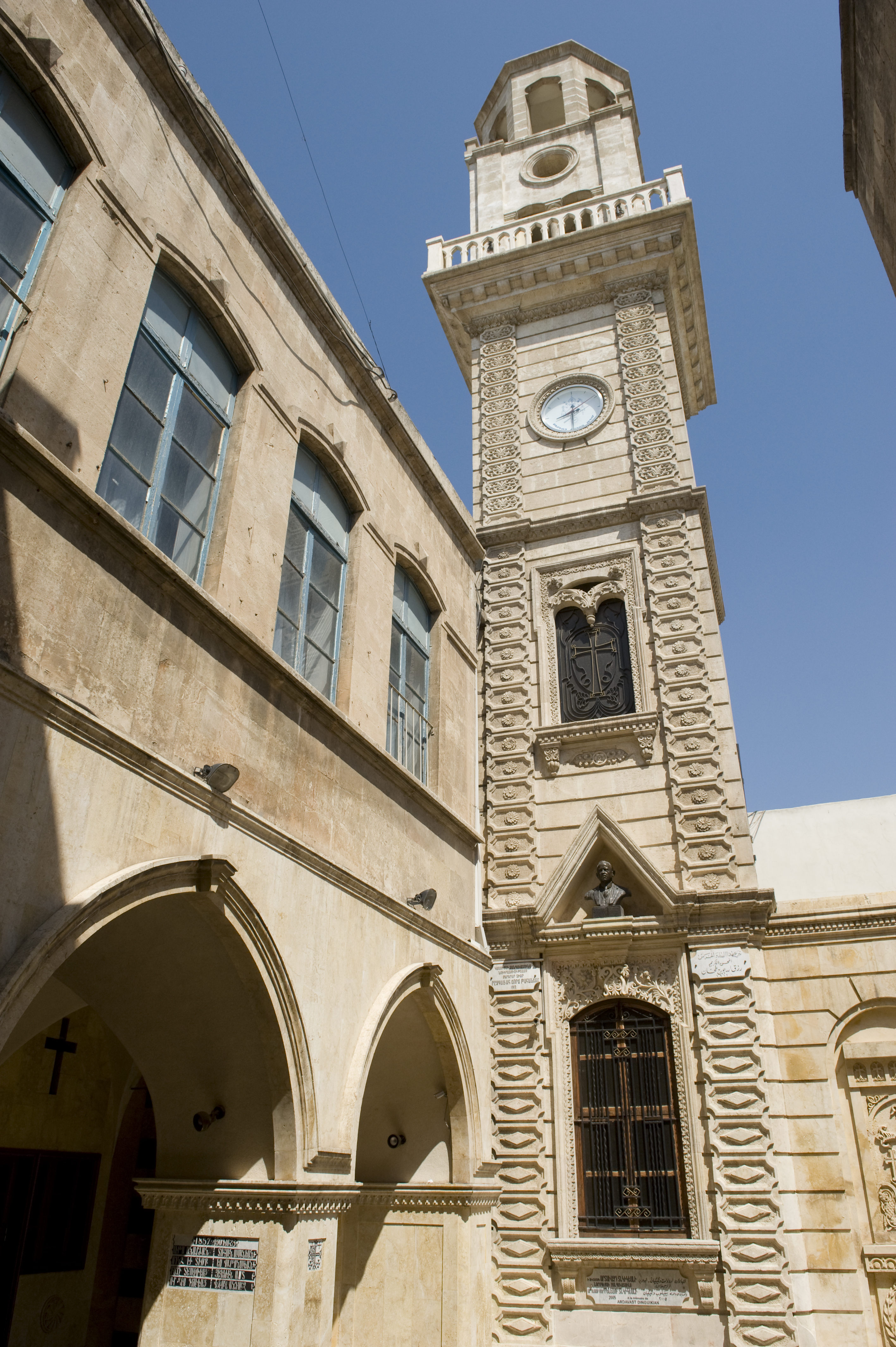
四十殉道士主教座堂（已於2019年修復）

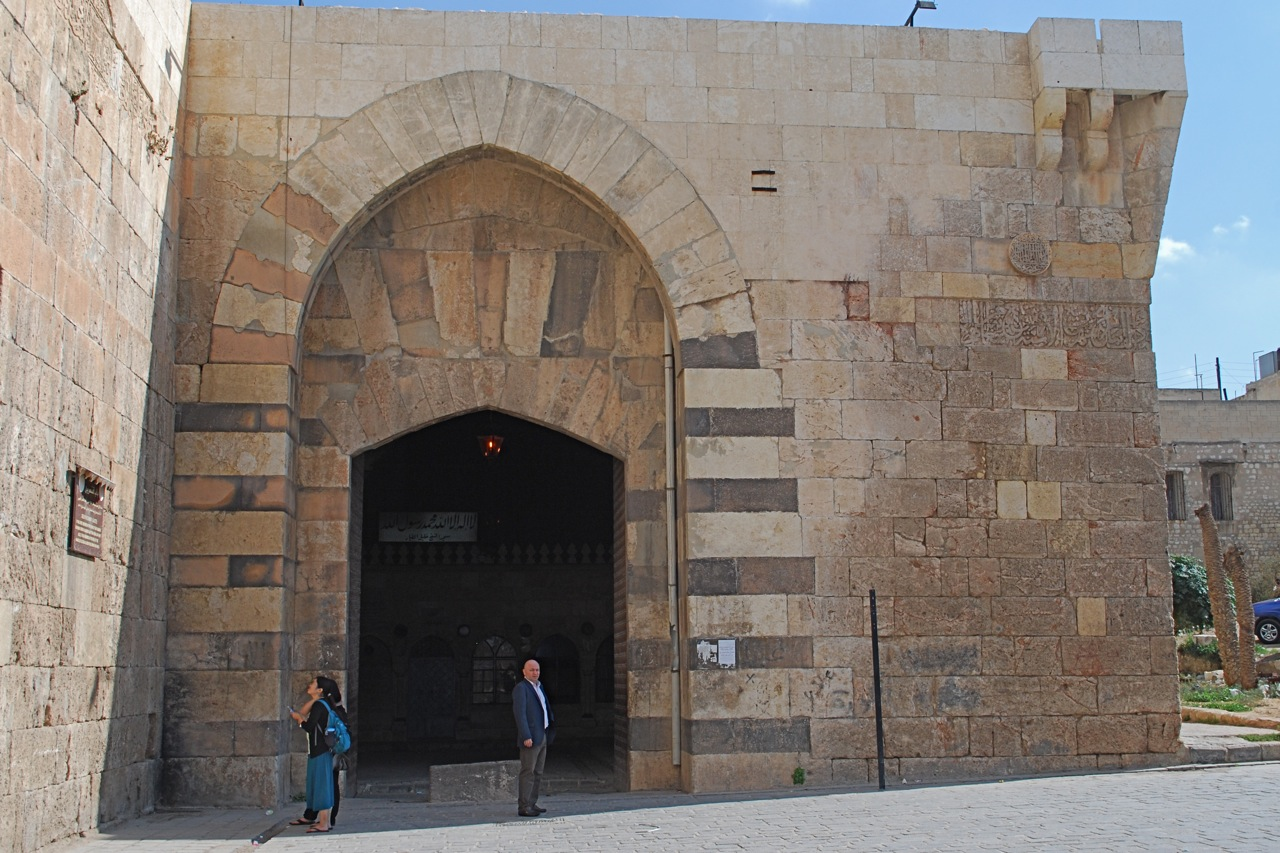
2010年的秦納斯林门
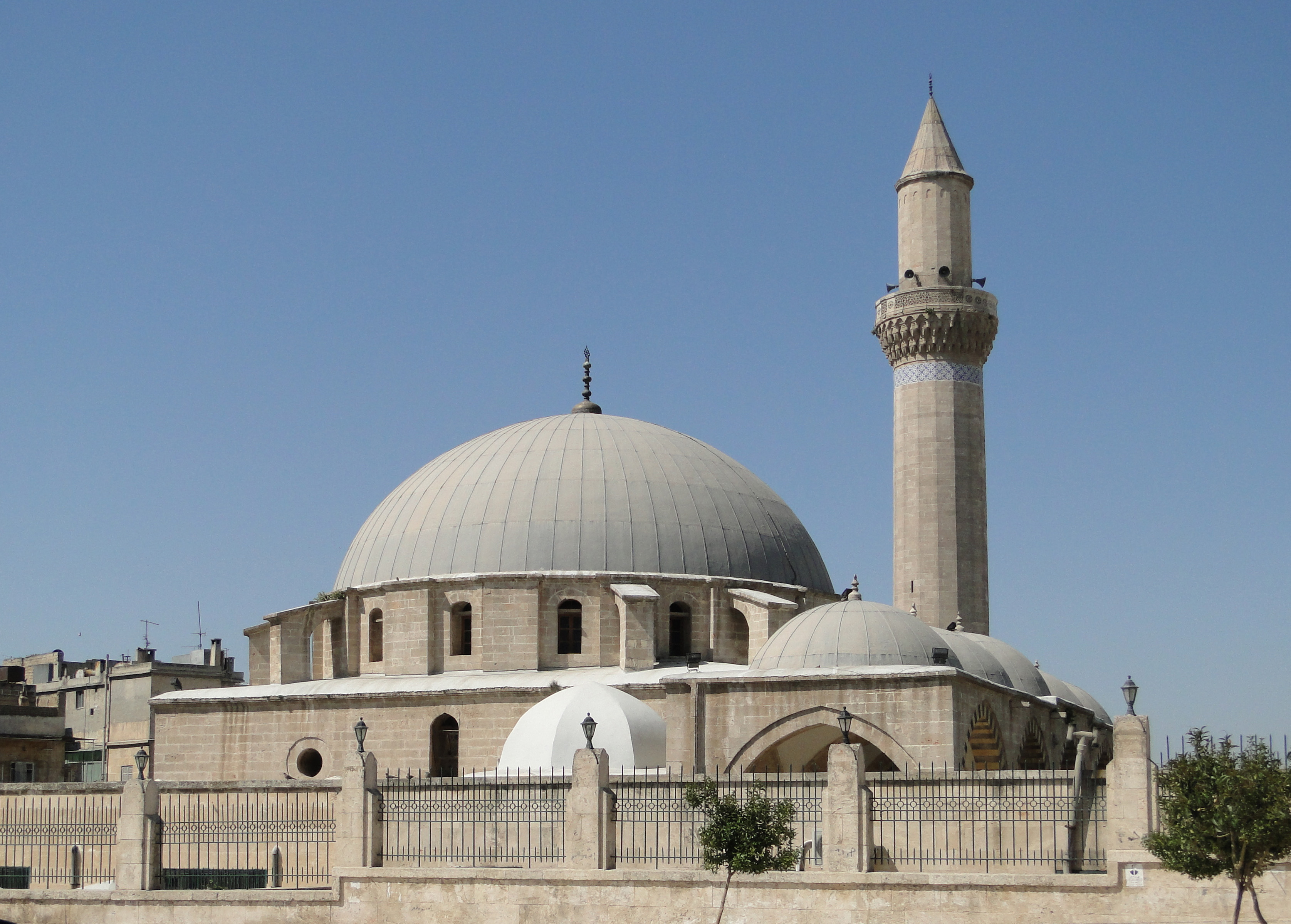
胡斯魯維耶清真寺，在2014年遭到破壞
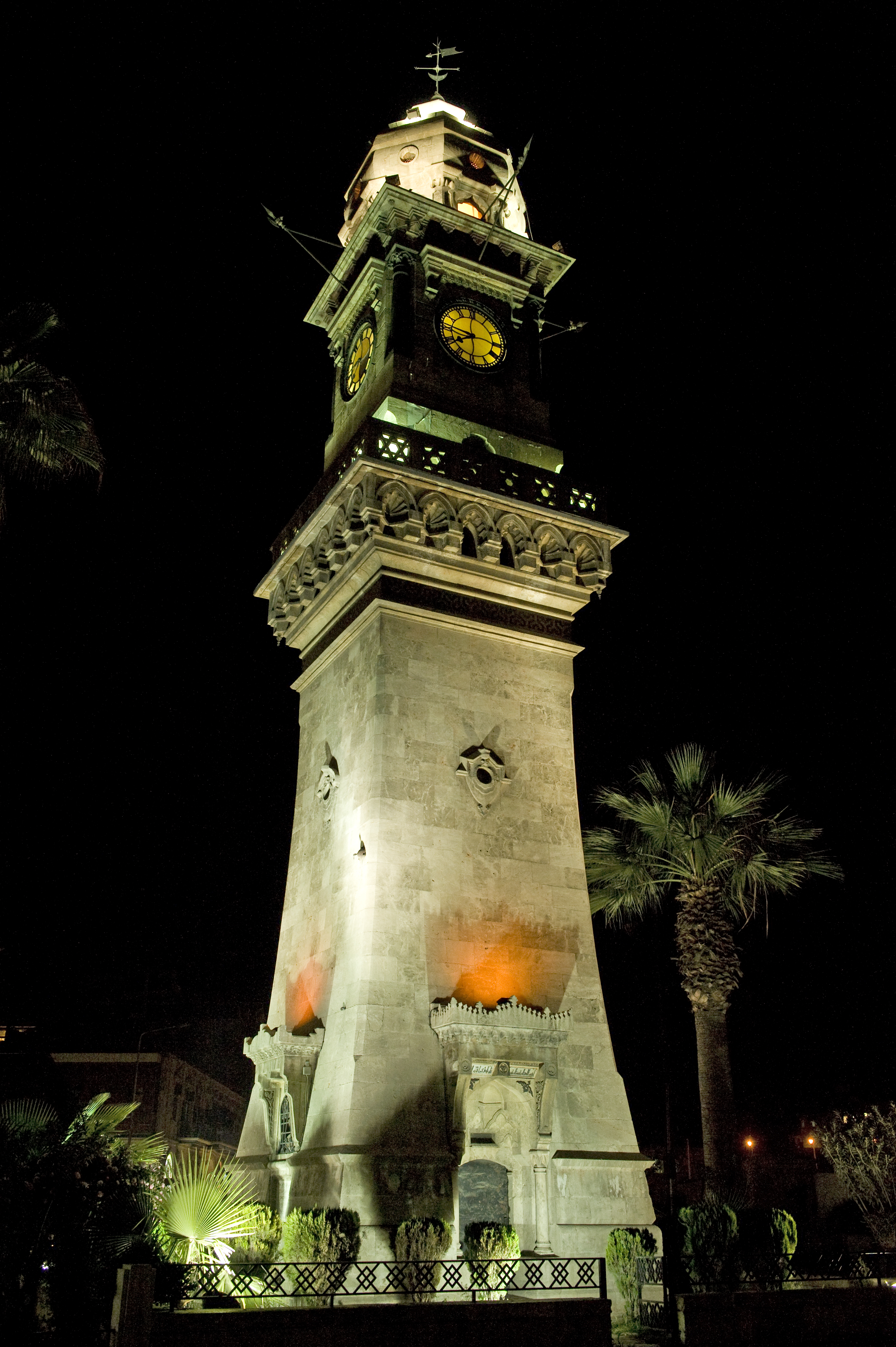
阿勒颇鐘樓
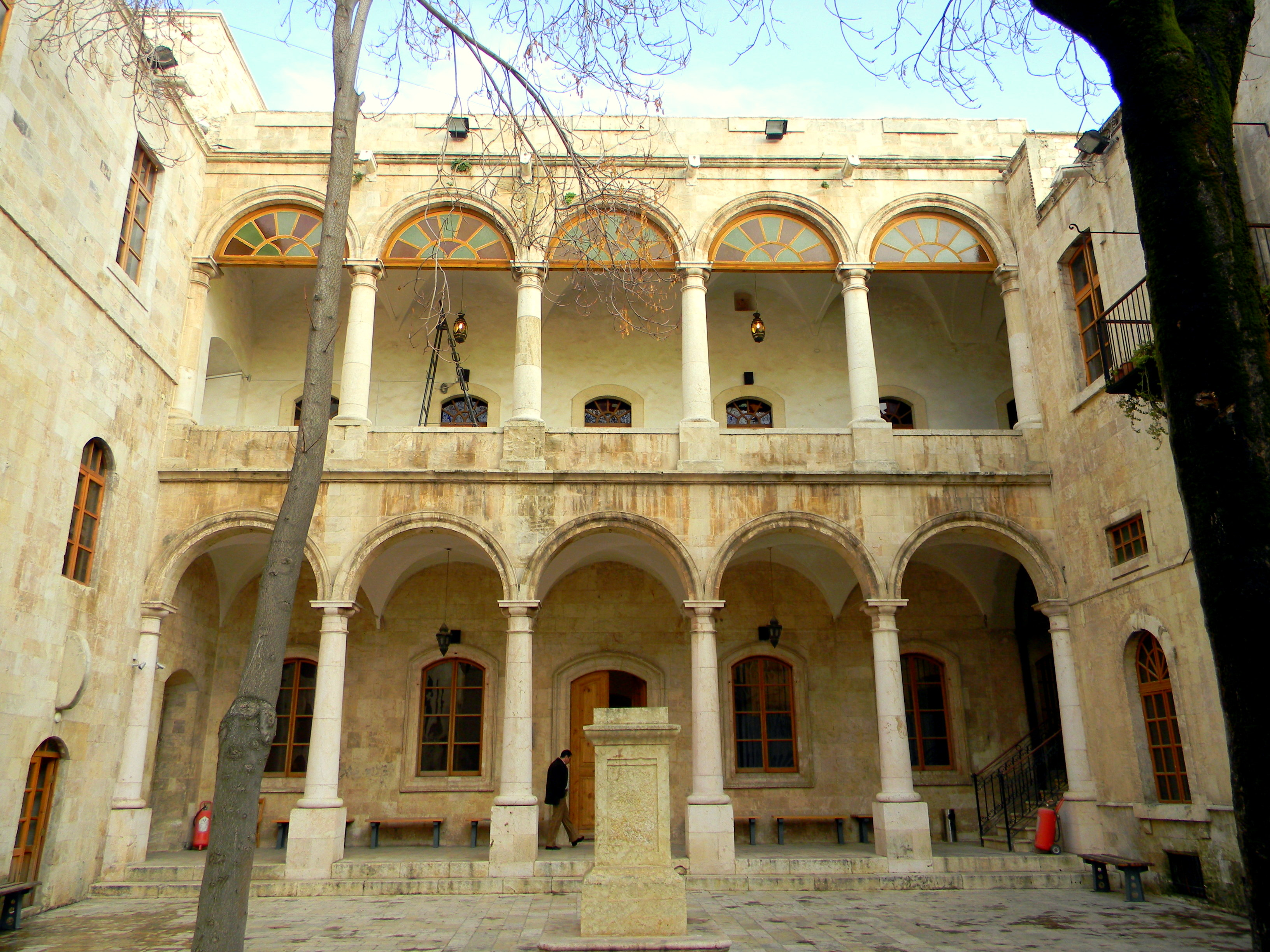
希巴尼教堂